# Anthony Conroy
Anthony Joseph "Tony" Conroy (Saint Paul, Minnesota, 18 d'octubre de 1895 - Saint Paul, 11 de gener de 1978) va ser un jugador d'hoquei sobre gel estatunidenc que va competir a començaments del segle xx.
El 1920, un cop superada la Primera Guerra Mundial, va prendre part en els Jocs Olímpics d'Anvers, on guanyà la medalla de plata en la competició d'hoquei sobre gel.